# Snag
Snag est une ville fantôme du Yukon au Canada, située près de la Route de l'Alaska, au sud de Beaver Creek, dans la vallée de la rivière White.
La localité a été peuplée pendant la Ruée vers l'or du Klondike, ainsi que le village indigène distant de 8 km. Un aéroport militaire y a existé jusqu'en 1968. En 1947, le village hébergeait une population d'environ 10 personnes, composée d'indigènes et de trappeurs, sans compter les employés de l'aéroport.
Le 3 février 1947, la plus basse température du continent nord-américain y a été relevée : −63,0 °C, avec 38,1 cm de neige au sol,.